# Roman Wzdenov
Roman Mwxadïnovïç Wzdenov (in kazako Роман Мухадинович Узденов?, in russo Роман Мухадинович Узденов?, Roman Muchadinovič Uzdenov; Nal'čik, 10 marzo 1979) è un allenatore di calcio ed ex calciatore russo naturalizzato kazako, di ruolo attaccante.